# Convocations
Convocations è il nono album in studio del musicista statunitense Sufjan Stevens, pubblicato nel 2021.

## Tracce
Meditations
1. Meditation I – 3:40
2. Meditation II – 2:27
3. Meditation III – 4:04
4. Meditation IV – 2:10
5. Meditation V – 2:11
6. Meditation VI – 2:16
7. Meditation VII – 2:34
8. Meditation VIII – 1:48
9. Meditation IX – 2:12
10. Meditation X – 3:40

Lamentations
1. Lamentation I – 3:49
2. Lamentation II – 2:25
3. Lamentation III – 3:18
4. Lamentation IV – 1:59
5. Lamentation V – 4:11
6. Lamentation VI – 4:43
7. Lamentation VII – 1:52
8. Lamentation VIII – 3:35
9. Lamentation IX – 3:29
10. Lamentation X – 1:57

Revelations
1. Revelation I – 3:21
2. Revelation II – 2:54
3. Revelation III – 2:01
4. Revelation IV – 4:10
5. Revelation V – 2:52
6. Revelation VI – 3:34
7. Revelation VII – 4:04
8. Revelation VIII – 2:52
9. Revelation IX – 4:39
10. Revelation X – 4:18

Celebrations
1. Celebration I – 2:20
2. Celebration II – 5:56
3. Celebration III – 3:10
4. Celebration IV – 3:23
5. Celebration V – 2:59
6. Celebration VI – 4:02
7. Celebration VII – 3:41
8. Celebration VIII – 3:26
9. Celebration IX – 1:36
10. Celebration X – 4:10

Incantations
1. Incantation I – 2:17
2. Incantation II – 1:59
3. Incantation III – 1:37
4. Incantation IV – 2:00
5. Incantation V – 3:15
6. Incantation VI – 1:50
7. Incantation VII – 1:54
8. Incantation VIII – 2:56
9. Incantation IX – 4:29